# Goldene Kraepelin-Medaille
Die Goldene Kraepelin-Medaille ist eine Auszeichnung für herausragende wissenschaftliche Leistungen auf dem Gebiet der Psychiatrie oder der zugehörigen Grundlagenforschung und wird von der Stiftung Deutsche Forschungsanstalt für Psychiatrie etwa alle fünf bis zehn Jahre verliehen.
Die Medaille wurde 1928 in Erinnerung an Emil Kraepelin gestiftet, dem Gründer der Deutschen Forschungsanstalt für Psychiatrie (heute Max-Planck-Institut für Psychiatrie). Anlass war die Eröffnung eines neuen Institutsgebäudes. Der Preisträger wird von einem internationalen Komitee unter dem Vorsitz des jeweiligen geschäftsführenden Direktors des Instituts und dem Lehrstuhlinhaber für Psychiatrie der Ludwig-Maximilians-Universität in München ausgewählt.
Die Goldene Kraepelin-Medaille zählt international zu den angesehensten wissenschaftlichen Auszeichnungen der Medizin.

## Preisträger
- 1928 Oskar Vogt (Berlin)
- 1956 Ernst Kretschmer (Tübingen) und Ludwig Binswanger (Kreuzlingen)
- 1964 Martin Reichardt (Würzburg)
- 1966 Karl T. Neubuerger (Denver), Kurt Schneider (Heidelberg) und Willibald Scholz (München)
- 1976 Walter Ritter von Baeyer (Heidelberg), Manfred Bleuler (Zürich) und Erik Strömgen (Risskov/Dänemark)
- 1978 Berta Scharrer (Bronx)
- 1984 Seymour S. Kety (Washington)
- 1986 Martin Roth (Cambridge)
- 1992 Jules Angst (Zürich)
- 1997 Arvid Carlsson (Göteborg)
- 2003 Hanns Möhler (Zürich)
- 2006 Detlev von Zerssen (München)
- 2012 Tomas Hökfelt (Stockholm)[1]
- 2014 Ron de Kloet (Maarssen/Niederlande), Teruhiko Higuchi (Kobe/Japan) und Alan Schatzberg (New York)[2]